# Norbert Loizeau
Norbert Loizeau (* 13. Juli 1969) ist ein seychellischer Politiker der Seychelles National Party (SNP) und später der Linyon Demokratik Seselwa (LDS), der unter anderem Mitglied der Nationalversammlung ist.

## Leben
Norbert Loizeau absolvierte 1986 ein Jahr beim National Youth Service (NYS), ein Pflichtdienstprogramm für Jugendliche, das von der Regierung der Seychellen während der Zeit des Einparteienstaates der Einheitspartei des seychellischen Volkes von 1979 bis 1998 bestand und einen traditionellen Lehrplan, politische Bildung und paramilitärische Ausbildung umfasste. Ein Studium der Elektroinstallation an der Seychelles Polytechnic School of Engineering schloss er 1988 mit einem Zertifika als Elektroinstallateur ab und arbeitete daraufhin zwischen 1989 und 1998 als Techniker beim staatlichen Rundfunkveranstalter Seychelles Broadcasting Corporation (SBC), ehe er sich 1998 als Elektro- und Kältetechniker selbständig machte.
Sein politisches Engagement begann Loizeau 2003 als politischer Aktivist der Nationalpartei SNP (Seychelles National Party). Bei der Wahl vom 10. bis 12. Mai 2007 wurde er für die SNP im Wahlkreis „Bel Air“ direkt in die Nationalversammlung gewählt und gehörte dieser in der vierten Legislaturperiode (2007 bis 2011) an. 2015 wurde er Vorstandsmitglied der SNP beziehungsweise der Demokratischen Allianz/Union der Seychellen LDS (Linyon Demokratik Seselwa), ein Wahlbündnis, das aus der Seychelles National Party (SNP) von Wavel Ramkalawan, der Seychellois Alliance (LS) von Patrick Pillay, der Seychelles Party for Social Justice and Democracy (SPSJD) von Alexia Amesbury and the Seychelles United Party (SUP) von Robert Ernesta am 4. August 2016 entstanden war. Bei der Wahl vom 8. bis 10. September 2016 wurde er für die LDS im Wahlkreis „Bel Air“ wieder zum Mitglied der Nationalversammlung gewählt und gehört dieser nach seiner Wiederwahl bei der Parlamentswahl am 20. /22. Oktober 2020 seither in der sechsten und siebten Legislaturperiode an. In der sechsten Legislaturperiode (2016 bis 2020) war er Mitglied des Ausschusses für Regierungszusicherungen. In der aktuellen siebten Legislaturperiode (2020 bis 2025) ist er stellvertretender Vorsitzender Ausschusses für Regierungszusicherungen (Committee on Government Assurances) und zugleich Mitglied des Ausschusses für Ernährungssicherheit und nachhaltige Entwicklung (Food Security & Sustainable Development Committee). und Mitglied des Hauptausschusses (House Committee).

## Weblink
- Hon. Norbert Loizeau. In: Homepage der Nationalversammlung. Abgerufen am 17. Dezember 2024 (englisch).